# Käringtjärnet (Gräsmarks socken, Värmland)
Käringtjärnet är en sjö i Sunne kommun i Värmland och ingår i Göta älvs huvudavrinningsområde.